# Manfred Spindler
Manfred Spindler (* 10. Juli 1934) ist ein ehemaliger deutscher Fußballspieler. 1951/52 spielte er für Stahl Altenburg in DDR-Oberliga, der höchsten Liga im DDR-Fußball.

## Sportliche Laufbahn
Noch vor Vollendung seines 18. Lebensjahres bestritt Manfred Spindler seine ersten Spiele in der DDR-Oberliga. Der Spielertrainer Herbert Klemig der Betriebssportgemeinschaft (BSG) Stahl Altenburg setzte ihn zum ersten Mal am dritten Spieltag der Rückrunde in der Saison 1951/52 als Mittelstürmer ein. Bereits im nächsten Spiel schoss Spindler sein erstes Oberligator. Bis zum Saisonende kam er auf 15 Oberligaspiele und sieben Tore, seine Mannschaft musste jedoch als Tabellenvorletzter unter 19 Mannschaften in die DDR-Liga absteigen. In den folgenden vier Spielzeiten war Spindler als Stürmer stets Stammspieler in Altenburg und bestritt von den 89 Ligaspielen 76 Partien. In jeder Saison gehörte er zu den Torschützen und wurde 1953 und 1955 mit jeweils 14 Treffern Torschützenkönig der Altenburger, die sich zwischenzeitlich in BSG Motor umbenannt hatten. In der Saison 1956, von der an für fünf Spielzeiten nach sowjetischen Vorbild im Kalenderjahr-Rhythmus gespielt wurde, bestritt Spindler seine letzten zehn Spiele für die BSG Motor Altenburg. Damit war er in sechs Spielzeiten auf 101 Punktspiele und 48 Tore gekommen.
Obwohl erst 22 Jahre alt, neigte sich anschließend Spindlers Fußballerkarriere dem Ende zu. Nach seinem Wechsel zum DDR-Ligisten Motor Mitte Magdeburg bestritt er 1956 zwar noch zehn der 13 Rückrundenspiele und erzielte ein Tor. 1957 kam er jedoch bei den Magdeburgern nur noch zu zwei Einsätzen und erzielte noch einen Treffer. Noch während der Saison wechselte er zum Ligakonkurrenten Motor Dessau, für den er neun Ligaspiele bestritt und einmal zum Torerfolg kam. Am Ende der Saison stieg Dessau in die drittklassige II. DDR-Liga ab und Manfred Spindler kehrte nicht wieder in den höherklassigen Fußball zurück. 